# Révolutions (roman)
Pour les articles homonymes, voir Révolution (homonymie).
Révolutions est un roman de Jean-Marie Gustave Le Clézio, publié aux éditions Gallimard en 2003 puis chez Folio en 2004.